# Шлях нації (місячник)
«Шлях нації» — український журнал. Місячник, виходив у Львові в 1935–1936 роках. Програмний часопис Українського національно-демократичного об'єднання (УНДО).

## Головні дані
Начальний редактор: Зенон Пеленський. Видавець і відповідальний редактор: Б. Бородайко. Видавало часопис видавництво «На сторожі». Друк: видавнича спілка «Діло». Формат: 25х17,3 см (1935), 22,5х14,8 см (1936). Обсяг: у різних номерах коливався від 48 до 80 сторінок. Передплата: 10 злотих річно. Вартість одного примірника — 1 злотий.
Вийшло 10 номерів: 1, 2, 3/4 (подвійне число), 5, 6, 7, 8 (1935); 1, 2, 3/4 (1936).

## Тематика
Головний тематичний напрям — суспільно-політичне життя українців у Галицькому краї та на інших українських землях.
Метою створення часопису було утворити на західноукраїнських землях потужний осередок національно-політичних і культурних сил під проводом УНДО. Місячник висвітлював події національного, суспільного, культурного та політичного життя, а також пропагував національну ідею, повідомляв про основні напрями діяльності партії УНДО.
Окремі матеріяли аналізували проблеми українського народу, суспільства, української культури, зокрема літератури, політику Польщі та СРСР, наприклад, в українських питаннях, політичну ситуацію в Європі.
Серед рубрик журналу: «Українська хроніка» (повідомлення про життя в Галичині), «Міжнародні справи» (міжнародні новини та політика), «З пресових стовпців» (огляд польської та української преси), «Рецензії» (переважно на книжки спогадів про визвольні змагання 1917–1921 років, книжки про історію України, проблеми української літератури), «Надіслані книжки і журнали» (список книжкових видань, які можна замовити в редакції).
Автори статей: Богдан Галайчук, Гриць Гладкий, Ігор Дружинник, Петро Ісаїв, Степан Конрад, Володимир Кузьмович, Анатоль Курдидик, Василь Кучабський, Василь Мудрий, Теофіл Окуневський, Роман Олесницький, Василь Пачовський, Зенон Пеленський (під криптонімом З. П.), Михайло Рудницький, Омелян Терлецький, Іван Тиктор, Володимир Целевич, Сергій Хруцький та інші.
На 2, 3 і 4 сторінках обкладинки друкували рекляму українських торговельно-економічних установ («Дністер», Маслосоюз, Центросоюз, Крайовий союз споживчий «Народна торговля», фабрика «Калина») й анонси українських часописів («Дзвони», «Мета», «Діло», «Свобода», «Неділя»).
Особливість верстки видання полягала в тому, що кожна нова стаття починалася з нової сторінки, а якщо після закінчення статті на сторінці залишалося вільне місце, там друкували афоризми, витяги з праць філософів і політологів, виступів політичних діячів на теми «нація», «воля», «взаємини у людськлму суспільстві» тощо.